# Oberreichenbach (Reichenbach im Vogtland)
Oberreichenbach ist ein Stadtteil der Großen Kreisstadt Reichenbach im Vogtland im Vogtlandkreis (Freistaat Sachsen). Er wurde am 1. Januar 1908 eingemeindet und bildet heute eine eigenständige Gemarkung innerhalb der Kernstadt Reichenbach im Vogtland.

## Geografie

### Lage
Oberreichenbach ist der östliche Teil von Reichenbach im Vogtland. Die Bebauung geht heute nahtlos in das Gebiet der Kernstadt von Reichenbach über. Die Ortsflur reicht vom Friesenbach im Nordwesten entlang der Ostgrenze des Stadtparks bis zu einem Gebiet südlich der Bahnstrecke Leipzig–Hof mit der Oberreichenbacher Straße und der Eisenbahnstraße als Hauptstraße. Die Straße Joppenberg/Randsiedlung bildet die südliche Grenze zur Gemarkung Reichenbach. Die ursprüngliche Bebauung liegt in einer Talmulde zwischen der Galgenleite im Norden und der Kreuzleite im Süden. Oberreichenbach liegt im Osten des Naturraumes Vogtland im sächsischen Teil des historischen Vogtlands.

### Nachbarorte
| Cunsdorf    | Brunn                                       | Schönbach               |
| Reichenbach | Kompassrose, die auf Nachbargemeinden zeigt | Neumark mit Oberneumark |
|             | Unterheinsdorf                              | Oberheinsdorf           |

## Geschichte

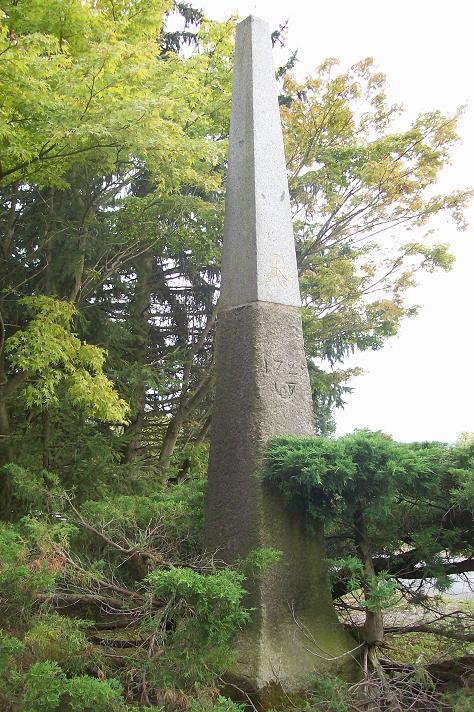
Postmeilensäule in Oberreichenbach

Oberreichenbach wurde erstmals urkundlich im Jahr 1317 als „Obirrichinbach“ nachgewiesen. Es wurde als typisches Reihendorf angelegt. Bekannt war der Ort wegen des Abbaus von Brauneisenstein, der bis ins 19. Jahrhundert erfolgte. Die Grube „Isolde“ war bis 1893 in Betrieb.
Im Jahr 1367 verkaufte Heinrich der Reuße, Vogt von Plauen, dem Kaiser Karl IV. als König von Böhmen seine Stadt Reichenbach mit den zugehöriger Dörfern Rotschau, Oberreichenbach, Cunsdorf, Brunn und Schönbach um 600 Schock Prager Groschen, verzichtete auf alle Rechte und ließ die Orte dem Kaiser und seinem Sohn, König Wenzel von Böhmen.
Die Grundherrschaft über Oberreichenbach lag ab dem 16. Jahrhundert anteilig bei den Rittergütern Brunn und Reichenbach. Oberreichenbach kam im 16. Jahrhundert mit der Herrschaft Mylau an das kursächsische bzw. spätere königlich-sächsische Amt Plauen, dem der Ort bis 1856 unterstand. 1856 wurde Oberreichenbach dem Gerichtsamt Reichenbach und 1875 der Amtshauptmannschaft Plauen angegliedert. Von 1730 ist bekannt, dass es zwei Schulstuben in Oberreichenbach gab. Der Militärverein stellte nach 1871 ein Kriegerdenkmal an der Einmündung zur Dittestraße am heutigen Spielplatz auf. Von dem Denkmal gibt es nur noch eine alte Ansichtskarte. Namen von Gefallenen sind nicht bekannt.
Oberreichenbach war bis ins 19. Jahrhundert von Landwirtschaft und Bergbau geprägt. In der zweiten Hälfte des 19. Jahrhunderts siedelten sich mit den Firmen „Rinck“ und „J. D. Schneider“ zwei Textilbetriebe an. Am 30. März 1877, einem Karfreitag, weihte die Gemeinde Oberreichenbach ihren eigenen Friedhof ein. Die Anlage des „Gottesackers“ erfolgte auf einem zu diesem Zweck angekauften etwa 11.500 m² großen Feldstück. Jahr 1908 akzeptierte der Reichenbacher Stadtrat den weiteren Bestand des Friedhofs. Die ebenfalls 1877 in zentraler Lage errichtete Kapelle in neugotischem Stil wurde 1936 mit Stiftungsgeldern umgebaut und mit hölzernen Schnitzereien verziert. Seit der Sanierung der Kapelle zu Beginn der 1990er Jahre steht diese wieder für Trauerfeiern sowie kirchliche und kulturelle Veranstaltungen zur Verfügung. Der Oberreichenbacher Friedhof umfasst ca. 350 Gräber. 1881 wurde in Oberreichenbach das noch heute genutzte Schulgebäude errichtet, welches 1909 nach dem aus Irfersgrün stammenden Pädagogen Friedrich Dittes benannt wurde.
Zum Zeitpunkt der Eingemeindung nach Reichenbach am 1. Januar 1908 zählte Oberreichenbach 4000 Einwohner. Nach dem Ersten Weltkrieg wurden auf Oberreichenbacher Flur an der Zwickauer Straße zahlreiche Wohnungen gebaut. Diese Phase des Massenwohnungsbaus hielt bis zum Ausbruch der Weltwirtschaftskrise an. Im Jahr 1921 wurde das Freibad von Oberreichenbach an der Badstraße eingeweiht. Unter Mitwirkung des Architekten Rudolf Ladewig wurde der 28 Meter hohe Wasserturm in nur fünfeinhalb Monaten Bauzeit auf der Galgenleite im Bauhausstil errichtet. Am 26. August 1926 wurde Richtfest gefeiert und am 1. Dezember gleichen Jahres ging das Bauwerk ans Leitungsnetz. 1929 entstand an der Zwickauer Straße und an der Ringstraße eine Siedlung der Eisenbahner-Wohnungsbaugenossenschaft. Die Wohnhäuser wurden in vier Bauabschnitten fertiggestellt. Durch die zweite Kreisreform in der DDR kam Oberreichenbach als Stadtteil der neuen Kreisstadt Reichenbach im Vogtland im Jahr 1952 zum Kreis Reichenbach im Bezirk Chemnitz (1953 in Bezirk Karl-Marx-Stadt umbenannt), der ab 1990 als sächsischer Landkreis Reichenbach fortgeführt wurde und 1996 im Vogtlandkreis aufging.

## Verkehr

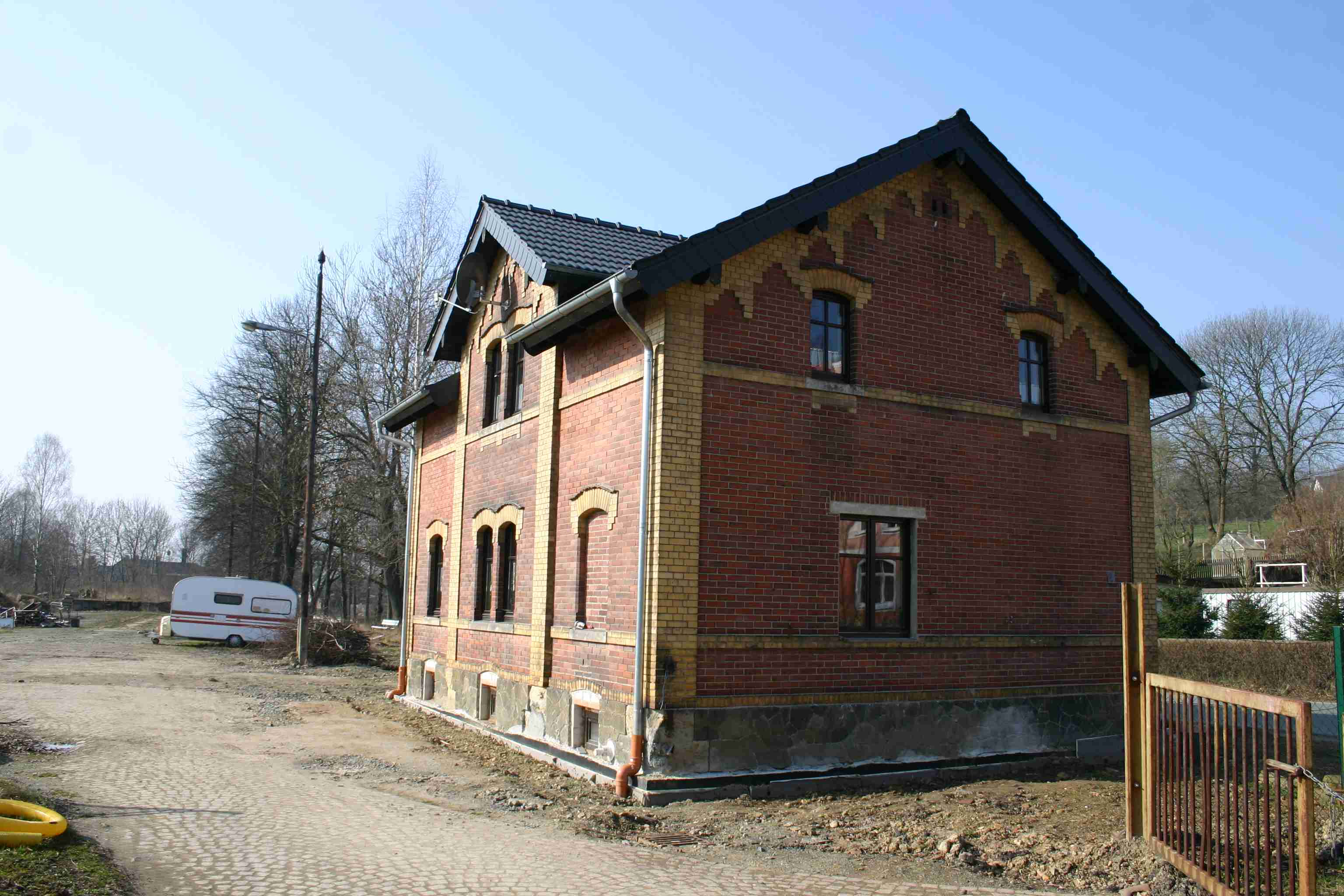
Wohnhaus des einstigen Bahnhofs Oberreichenbach, ab 1927 Reichenbach (Vogtl) Ost

Durch die Flur von Oberreichenbach verläuft die Bahnstrecke Leipzig–Hof. Zwischen 1895 und 1977 zweigte von dieser die Bahnstrecke Reichenbach–Göltzschtalbrücke ab, an der Oberreichenbach mit dem Bahnhof Oberreichenbach (ab 1927 Bahnhof Reichenbach (Vogtl) Ost genannt) und dem Haltepunkt Reichenbach (Vogtl) Dittesschule (1935 bis 1945) zeitweise zwei Bahnstationen besaß. Nachdem der Personenverkehr auf der Bahnstrecke Reichenbach-Göltzschtalbrücke 1957 eingestellt worden war, lief der Güterverkehr noch bis 1977 weiter.
Heute ist der Ort im Stundentakt über die Stadtbus-Linie 85 des Verkehrsverbunds Vogtland mit Reichenbach und Netzschkau verbunden. Diese Linie nimmt am Rendezvous-Knoten auf dem Postplatz in Reichenbach teil und bietet damit Anschlüsse in die ganze Stadt.
Nahe Oberreichenbach verlaufen die Bundesstraße 173 und die Staatsstraße 289.